# Liste der Bodendenkmäler in Tiefenbach (Oberpfalz)
Auf dieser Seite sind die Bodendenkmäler in der Oberpfälzer Gemeinde Tiefenbach zusammengestellt. Diese Tabelle ist eine Teilliste der Liste der Bodendenkmäler in Bayern. Grundlage ist die Bayerische Denkmalliste, die auf Basis des Bayerischen Denkmalschutzgesetzes vom 1. Oktober 1973 erstmals erstellt wurde und seither durch das Bayerische Landesamt für Denkmalpflege geführt wird. Die folgenden Angaben ersetzen nicht die rechtsverbindliche Auskunft der Denkmalschutzbehörde.

## Bodendenkmäler der Gemeinde Tiefenbach

### Bodendenkmäler in der Gemarkung Altenschneeberg
| Lage                       | Objekt                                                                             | Akten-Nr.     | Bild                       |
| -------------------------- | ---------------------------------------------------------------------------------- | ------------- | -------------------------- |
| Altenschneeberg (Standort) | Mittelalterlicher Burgstall Altenschneeberg. Siehe auch: Burgstall Altenschneeberg | D-3-6541-0005 | Bodendenkmal D-3-6541-0005 |

### Bodendenkmäler in der Gemarkung Hannesried
| Lage                  | Objekt                                | Akten-Nr.     | Bild |
| --------------------- | ------------------------------------- | ------------- | ---- |
| Hannesried (Standort) | Mittelalterliche Wüstung Schoenprunn. | D-3-6541-0029 |      |

### Bodendenkmäler in der Gemarkung Katzelsried
| Lage                   | Objekt                                                                                 | Akten-Nr.     | Bild |
| ---------------------- | -------------------------------------------------------------------------------------- | ------------- | ---- |
| Katzelsried (Standort) | Mittelalterliches und frühneuzeitliches Goldabbaurevier mit Gruben, Gräben und Halden. | D-3-6541-0036 |      |
| Katzelsried (Standort) | Mittelalterliches und frühneuzeitliches Goldabbaurevier mit Gruben, Gräben und Halden. | D-3-6641-0141 |      |

### Bodendenkmäler in der Gemarkung Tiefenbach
| Lage                  | Objekt | Akten-Nr.     | Bild |
| --------------------- | --- | ------------- | ---- |
| Tiefenbach (Standort) | Archäologische Befunde des Mittelalters und der frühen Neuzeit im Bereich der Katholischen Pfarrkirche St. Vitus in Tiefenbach, darunter die Spuren von Vorgängerbauten bzw. älterer Bauphasen. Siehe auch: St. Vitus (Tiefenbach) | D-3-6541-0006 |      |
| Tiefenbach (Standort) | Archäologische Befunde des abgegangenen frühneuzeitlichen Schlosses Hammertiefenbach und des zugehörigen spätmittelalterlichen und frühneuzeitlichen Eisenhammers.                                                                 | D-3-6541-0008 |      |